# Таняевская
Таня́евская — деревня в муниципальном округе Егорьевск Московской области России.

## География
Деревня Таняевская расположена в северо-восточной части муниципального округа Егорьевск, примерно в 8 километрах к северо-востоку от города Егорьевск. В 1 километре к востоку от деревни протекает река Цна. Высота над уровнем моря 141 метров.

## Название
Название связано с некалендарным личным именем Танай.

## История
До отмены крепостного права жители деревни относились к разряду государственных крестьян. После 1861 года деревня вошла в состав Нечаевской волости Егорьевского уезда. Приход находился в селе Рыжеве.
В 1926 году деревня входила в Рыжевский сельсовет Егорьевской волости Егорьевского уезда.
До 1994 года Таняевская входила в состав Клеменовского сельсовета Егорьевского района, в 1994—2004 годы — Клеменовского сельского округа, а в 1994—2006 годы — Саввинского сельского округа.
Входит в состав сельского поселения Саввинское.

## Демография
В 1885 году в деревне проживало 173 человека, в 1905 году — 185 человек (97 мужчин, 98 женщин), в 1926 году — 117 человек (49 мужчин, 68 женщин). По переписи 2002 года — 3 человека (1 мужчина, 2 женщины). Население — 2 человек (2010).
| 1859 | 1868 | 1885 | 1905 | 1926 | 2002 | 2006 |
| ---- | ---- | ---- | ---- | ---- | ---- | ---- |
| 142  | ↘137 | ↗173 | ↗185 | ↘117 | ↘3   | ↗4   |
| 2010 |      |      |      |      |      |      |
| ↘2   |      |      |      |      |      |      |